# Scheldeprijs 1908
De tweede editie van de wielerwedstrijd Scheldeprijs werd gereden op 19 juli 1908 over een afstand van 100 kilometer. De zege ging naar de Belg Adrien Kranskens.

## Uitslag
| Scheldeprijs 1908 |                      |            |
| Plaats            | Naam                 | Tijd       |
| Winnaar           | Adrien Kranskens     | 3u 30' 00" |
| 2                 | Abel Devoghelaere    | z.t.       |
| 3                 | Jules Bayens         | z.t.       |
| 4                 | Constant Hendrickx   | z.t.       |
| 5                 | Jonas Schillemans    | z.t.       |
| 6                 | Morgan Van Landeghem | z.t.       |
| 7                 | Frans Verheyden      | z.t.       |
| 8                 | Armand Criquielion   | z.t.       |